# Medal Pamiątkowy Siedmiogrodzki
Medal Pamiątkowy Siedmiogrodzki lub Transylwański (węg. Erdélyi Emlékérem) – odznaczenie wojskowe o charakterze pamiątkowym z czasów regencji Królestwa Węgier, ustanowione 30 sierpnia 1940. 
Przyznawane było żołnierzom i żandarmom węgierskim za udział w zajmowaniu ziem odzyskanych od Królestwa Rumunii, na podstawie drugiego arbitrażu wiedeńskiego z 30 sierpnia 1940, gdzie Węgrom zwrócono północną część Siedmiogrodu oraz część Marmaroszu i Kriszany. 
Patronem medalu, którego wizerunek znalazł się na awersie, był XV-wieczny węgierski król Maciej Korwin, dzięki któremu Węgry znalazły się u szczytu potęgi.
Jego wizerunek w postaci profilu znajdował się na awersie, z węgierskim napisem wokoło „PAMIĘCI WYZWOLENIA CZĘŚCI SIEDMIOGRODU 1940” (ERDÉLYI RÉSZEK FELSZABADULÁSÁNAK EMLÉKÉRE 1940). 
Na rewersie znajdował się Herb Siedmiogrodu, wzdłuż którego obu bocznych krawędzi grawerowana była inskrypcja „W 500-LECIE URODZIN KRÓLA MACIEJA” (MÁTYÁS KIRÁLY SZÜLETÉSÉNEK 500. ÉVFORDULÓJÁN), a wokoło, wzdłuż krawędzi zewnętrznej medalu napis „W XX-LECIE PANOWANIA REGENTA MIKOŁAJ HORTHY DE NAGYBÁNYAI” (VITÉZ NAGYBÁNYAI HORTHY MIKLÓS KORMÁNYZÓ ORSZÁGLÁSÁNAK XX. ÉVÉBEN). 
Medal miał średnicę 36 mm, wykonany był z szarego metalu i mocowany do składanej w trójkąt wstążki z mory o barwie niebieskiej. Wstążka miała 40 mm szerokości; przypinano ją do lewej piersi wraz z innymi odznaczeniami.